# Adams (Texas)
Adams é uma comunidade não incorporada localizada no condado de Schleicher, no estado norte-americano do Texas. Sua elevação é de 701 metros (2 300 pés). Adams fica a nordeste de Eldorado, a sede do condado.

## Clima
O clima nesta região é caracterizado por verões quentes e úmidos e geralmente de invernos suaves a frios. De acordo com o sistema de classificação climática de Köppen-Geiger, Adams tem um clima subtropical úmido, abreviado "Cfa" nos mapas climáticas.